# Zachäus Faber der Ältere
Zachäus Faber der Ältere (* 1554 in Beucha; † 1628 in Hohenleina) war ein deutscher lutherischer Geistlicher und Kirchenlieddichter.

## Leben
Faber wurde 1554 in Beucha geboren. Nachdem er 1573 die Universität Leipzig und 1574 die Universität Wittenberg besucht hatte, arbeitete er seit 1576 erst als Lehrer, dann als Rektor der Stadtschule in Torgau. Er immatrikulierte sich am 22. August 1581 an der Universität Wittenberg und erwarb sich dort am 9. September 1581 den akademischen Grad eines Magisters der Philosophie. Nachdem man ihn am 18. März 1584 an der Wittenberger Stadtkirche ordiniert hatte, übernahm er die Stelle eines Pfarrers in Plossig. 1593 wechselte er auf eine Pfarrstelle in Röcknitz, in gleicher Eigenschaft zog er kurzzeitig 1609 nach Prettin und ging noch im selben Jahr als Pfarrer nach Hohenleina.
Faber hatte sich mit Dorothea Gentzsch (begr. 4. Februar 1630 in Torgau) die Tochter des Pfarrers in Elsnig Martin Gentzsch verheiratet. Aus der Ehe stammen mehrere Kinder:
- Zachäus Faber der Jüngere.
- Maria Faber, welche sich 1606 mit Martin Schlegel und 1645 mit Bürgermeister von Weißensee Martin Uthmann verheiratete.
- Barbara Faber, welche den Diakon in Frauenprießnitz Jerimias Hickmann heiratete.

## Werk
- Fröhlich wir nun all fangen an den Gottesdienst mit Schalle. In: Evangelisches Gesangbuch. Nr. 159, 1601.
- Albert Fischer: Zachäus Faber d. Ä. In: Das deutsche evangelische Kirchenlied des siebzehnten Jahrhunderts. C. Bertelsmann, Gütersloh 1904, S. 57–62 (Textarchiv – Internet Archive – Lieder Nr. 75 bis 82, hier ist Chemnitz als Geburtsort angegeben).

## Gedenken

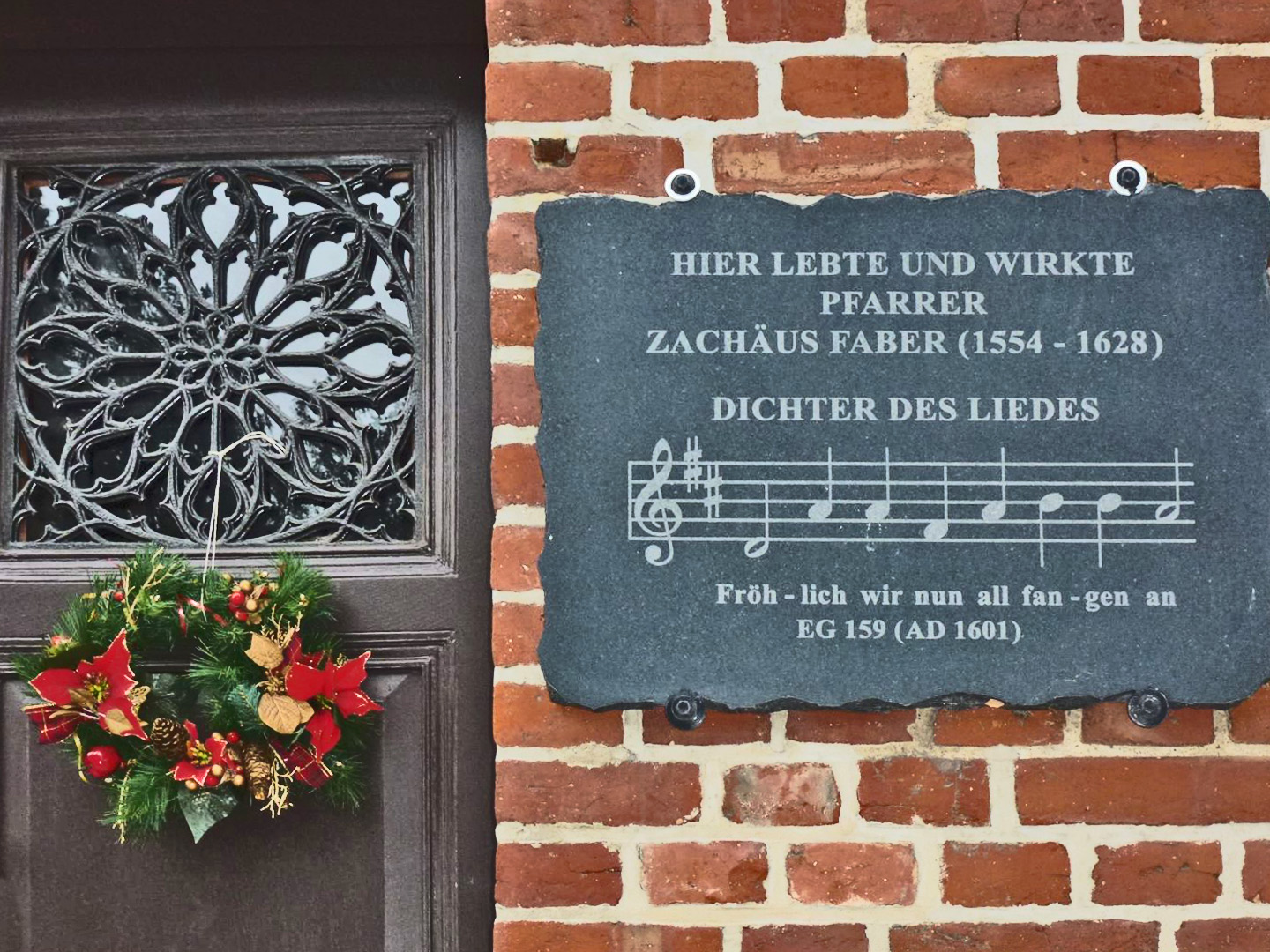
Gedenktafel zu Ehren von Pfarrer Faber

Am Pfarrhaus in Krostitz erinnert eine Gedenktafel an Zachäus Faber, der als Pfarrer an der Kirche St. Laurentius zu Krostitz tätig war.